# Valeria Rusu
Valeria Rusu (n. 31 decembrie 1997) este o fotbalistă din Republica Moldova, care joacă în poziția de fundaș la echipa națională de fotbal feminin a Republicii Moldova.